# 大日本帝国憲法第62条
大日本帝国憲法第62条（だいにほん/だいにっぽん ていこくけんぽう だい62じょう）は、第6章にある、税と国債に関する規定である。

## 現代風の表記
1. 新たに租税を課し、及び税率を変更するときは、法律でこれを定めなければならない。
2. ただし、報償に属する行政上の手数料及びその他の収納金については、前項の限りではない。
3. 国債を起こし、及び、予算に定めたものを除き、国庫の負担となる契約をなすには、帝国議会の協賛を経なければならない。